# I started something I couldn't finish
I started something I couldn't finish is een single van de Britse alternatieve rockgroep The Smiths. Het lied is de tweede single van het studioalbum Strangeways, here we come uit 1987 en bereikte de 23e plaats op de UK Singles Chart.

## Achtergrond
In het nummer betuigt zanger Morrissey zijn spijt van een ongepast intiem aanzoek. Hij accepteert een straf van achttien maanden dwangarbeid, een verwijzing naar de veroordeling van Morrissey's idool Oscar Wilde voor sodomie. Aan het einde van het nummer is een outtake te horen waarin Morrissey aan producent Stephen Street vraagt: "OK, Stephen? Shall we do that again?".
Gitarist Johnny Marr liet zich bij het componeren inspireren door The Jean Genie van David Bowie. Het eindresultaat was een stampend glamrocknummer. Tot ergernis van Marr was Morrissey niet tevreden met het arrangement, en achteraf noemde Morrissey het nummer een aanmatigend moment in de geschiedenis van The Smiths. Desondanks werd het nummer uitgebracht als single, als het meest radiovriendelijke alternatief voor de geschrapte single Stop me if you think you've heard this one before. In de bijbehorende videoclip, gefilmd na de opheffing van de groep, maakt Morrissey met een bende dubbelgangers een fietstocht langs enkele bezienswaardigheden van Manchester.

## Nummers
| Nr. | Titel                                 | Duur |
| --- | ------------------------------------- | ---- |
| 1.  | I started something I couldn't finish | 3:46 |
| 2.  | Pretty girls make graves (demo)       | 3:35 |

| Nr. | Titel                                    | Duur |
| --- | ---------------------------------------- | ---- |
| 1.  | I started something I couldn't finish    | 3:46 |
| 2.  | Pretty girls make graves (demo)          | 3:35 |
| 3.  | Some girls are bigger than others (live) | 5:03 |

| Nr. | Titel                                    | Duur |
| --- | ---------------------------------------- | ---- |
| 1.  | I started something I couldn't finish    | 3:46 |
| 2.  | Pretty girls make graves (demo)          | 3:35 |
| 3.  | Some girls are bigger than others (live) | 5:03 |
| 4.  | What's the world (live, cover van James) | 2:07 |

## Bezetting
- Morrissey - zang
- Johnny Marr - gitaar
- Andy Rourke - basgitaar
- Mike Joyce - drumstel